# 瓜达尔港

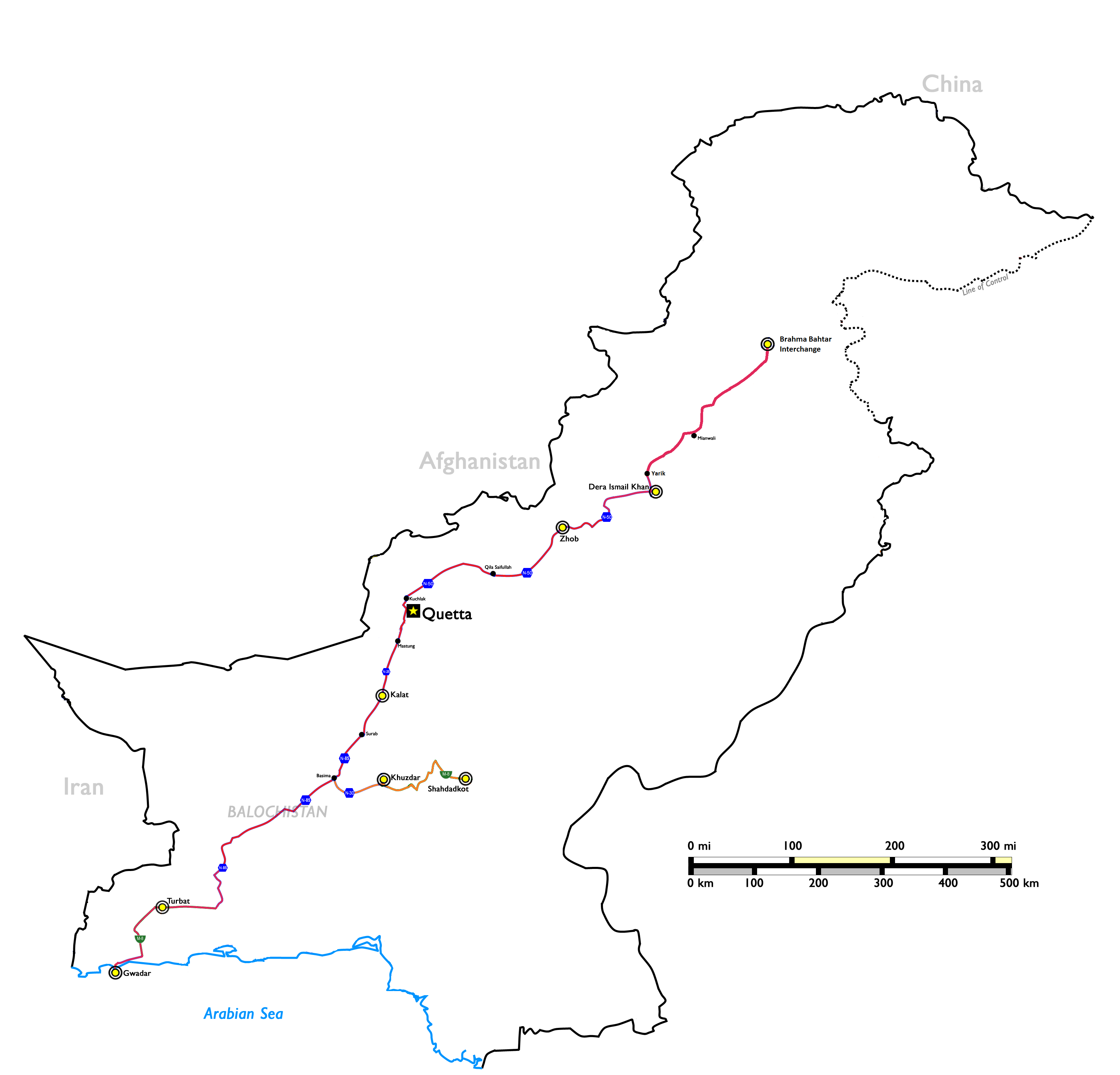
瓜達爾港交通網

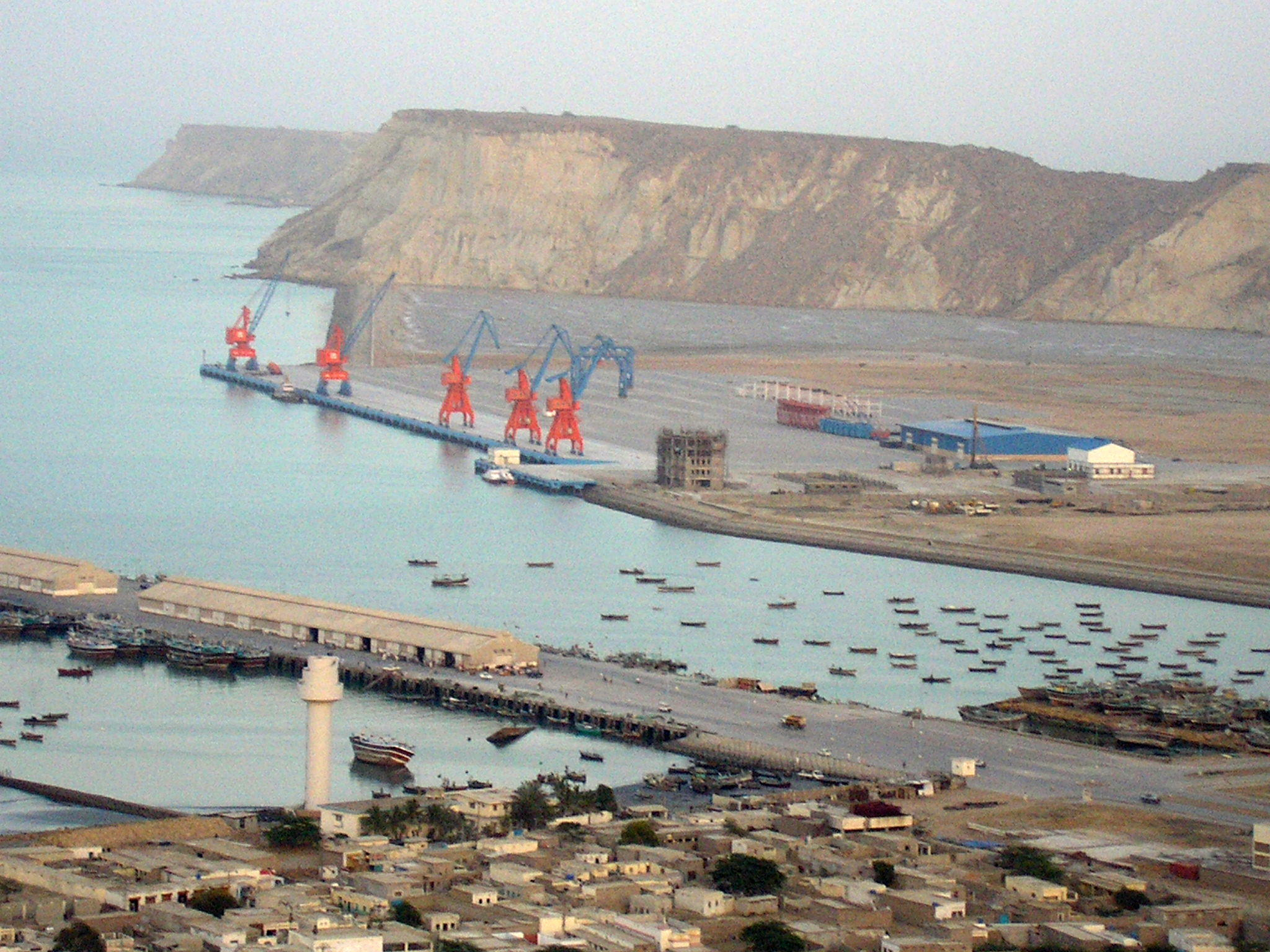
framepx200

瓜德尔港（烏爾都語：گوادر بندرگاہ‬；轉寫：Gawadar Bandargah）是巴基斯坦俾路支省瓜德尔市的一座深水港，距離喀拉蚩西方約460公里，鄰近荷姆茲海峽，是巴基斯坦通往波斯灣和阿拉伯海的大門，具有重要的戰略位置。
瓜德爾港位於“一带一路”的枢纽和旗舰项目中巴經濟走廊的終點 ，該走廊對於中國具有战略价值， 中國可從新疆經該走廊到巴基斯坦的戰略要地瓜达尔港，大大缩短了直达印度洋的运输距离和时间。

## 历史
1993年，巴基斯坦開始就技術跟財務上評估修建瓜達爾港的可行性，瓜達爾港在2002年3月22日開工建造；2007年新加坡國際港务集团中标來負責港口經營。
2008年3月15日，瓜達爾深水港于正式启用。第一艘在該港口停泊的船隻是一艘來自加拿大的載有52000噸小麥的貨輪。小麥于该港口卸貨，並轉運往巴基斯坦其他地區供國內使用。這艘船抵達巴基斯坦時本來載了72,000噸的小麥，不過在卡拉奇港停泊時，卸運了20,000噸的小麥運往卡拉奇。
2010年巴基斯坦高等法院裁决合同中土地转让无效；
2012年8月，巴基斯坦政府决定将瓜德尔港的控股权由新加坡转移给一家中国企业。一些中国军事专家认为瓜德尔港可成为中国军舰的补给港。
2013年2月18日，巴基斯坦将瓜德尔港的建设和运营权正式交予中国的中国海外港口控股有限公司。
2013年5月，时任中國國務院總理李克強訪問巴基斯坦，雙方決定建設“中國-巴基斯坦經濟走廊”連接瓜達爾港和中國新疆。
2015年，巴基斯坦将把瓜达尔港2000亩土地租赁给中方，为期43年，用于建设瓜达尔港首个经济特区。隨後，來自中国的投資在瓜德尔港进行了大量的建設。
2016年11月13日，瓜达尔港正式運營。時任巴基斯坦總理謝里夫主持開幕禮時，形容「這一天是新時代的黎明」。這一儀式也標誌著聲名遠播的中巴經濟走廊（CPEC）的啟動——這是指一系列中國與巴基斯坦合作的大型工程計劃，覆蓋地區綿延2000公里，也是中國「一帶一路」戰略計劃的樞紐和旗艦項目。
2024年5月，德國之聲報導，從2016年至今的8年，瓜达尔港最好的一年也只入港22艘船舶。它也未能吸引任何固定班次的深海航運公司。這意味著瓜達爾港幾乎不裝卸能為巴基斯坦帶來收入的貨船，或者說，也不為中國的營運公司帶來收入。研究中國在巴基斯坦投資項目的伊斯蘭堡COMSATS大學國際關係助理教授哈立德（Azeem Khalid）認為，在幕後，巴基斯坦和中國都對這個項目感到失望。「就業承諾沒有兌現，工業發展的承諾沒有兌現，巴基斯坦人的商業機會也沒有實現。」哈立德說，「他們（中國）承諾了九個經濟特區。迄今為止，沒有一個經濟特區充分發揮作用。」

## 潛在效益

### 中國

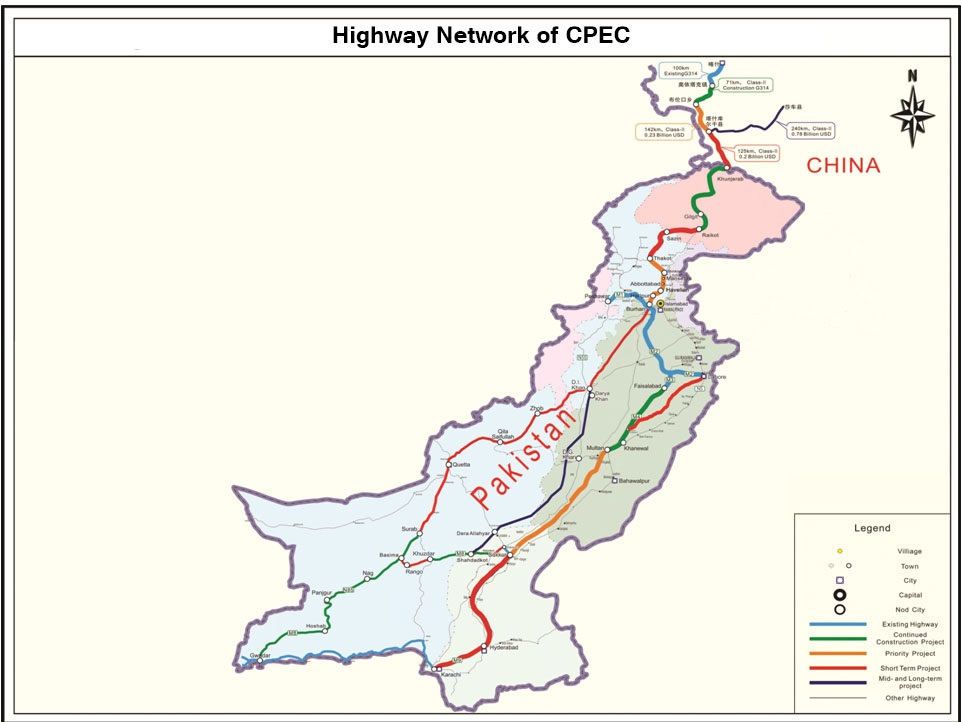
中巴經濟走廊（CPEC）道路網地圖

2016年10月29日，約50輛卡車組成的「橫貫中巴經濟走廊」商貿車隊從新疆喀什出發，沿著中巴經濟走廊抵達俾路支省，11月12日抵達瓜達爾港，巴基斯坦政府12日表示，中國車隊到達瓜達爾港是「分水嶺性的事件」。
2016年11月13日，瓜達爾港見證第一艘中國商船開航，這個港口經中巴鐵路連接新疆喀什，是中國西部和阿拉伯海之間的貿易聯繫，中國目前繞經馬六甲海峽的石油運輸距離大幅縮短。由於瓜达尔港临近主要石油产地的波斯湾，对中国的能源战略有重大意义。中国从中东进口的石油中有80%经过马六甲海峡，通过马六甲的海路运输有12,000公里之遥，而经由瓜达尔港运往新疆的陆路则只有3,000公里。再从新疆到中国内地省份也只有3,500公里。中国在南中国海海域与越南，菲律賓等国存在领土争议。瓜达尔港的落成可以使中国绕过马六甲海峡从中东进口石油，可以降低领土争议对中国的石油安全带来的风险。
中國西部地區的經濟比較落後，隨著瓜達爾港至新疆喀什的經濟走廊開通，將帶動中國西部地區的經濟發展，意義重大。

### 巴基斯坦
俾路支省是巴基斯坦較貧窮落後的省份，分離主義思想興盛。瓜達爾港的開發，有助於吸收大量當地就業人口，帶動經濟發展，能使中央與地方政府間形成良性互動，有助於當地政經情勢的穩定。